# Parafia św. Anny w Mosarzu
Parafia św. Anny w Mosarzu (biał. Парафія Святой Ганны y Мосары) – parafia rzymskokatolicka w Mosarzu. Należy do dekanatu szarkowszczyńskiego diecezji witebskiej.

## Historia
Kościół ufundował w 1792 r. kasztelan połocki hrabia Robert Brzostowski i jego żona Anna Brzostowska, właściciele Mosarza. Nazwany został na cześć fundatorki. 8 marca 1792 r. przeznaczyli na ten cel 1000 złotych. Fundusz został zatwierdzony 13 marca 1792 r. edyktem biskupa wileńskiego Ignacego Massalskiego. Budynek wzniesiono w stylu klasycystycznym.  
W okresie zaborów próbowano wprowadzić liturgię w języku rosyjskim, później w latach 70. XIX w. władze rosyjskie chciały zmienić kościół w prawosławną cerkiew, lecz nie udało się to z powodu oporu wiernych. Gdy proboszcz ks. Jan Szyryn zaintonował po sumie pieśń "Święty Boże, Święty mocny" w języku rosyjskim, wierni wyszli z kościoła. Później miał on zostać obrzucony zgniłymi jajami. W latach 90. XIX w. parafia należała do dekanatu dziśnieńskiego. Po odzyskaniu przez Polskę niepodległości, w 1922 r. odnowiono kościół. W 1929 r. parafia liczyła 5706 wiernych. Leżała w dekanacie głębockim diecezji wileńskiej. Wówczas powstały liczne wspólnoty parafialne i koła, w tym III Zakon św. Franciszka, Bractwa Żywego Różańca i Trzeźwości, w 1930 założono r. Stowarzyszenie Krucjaty Eucharystycznej Dzieci i Młodzieży. Prowadzono aktywną działalność wychowawczą i kulturalną, wybudowano Dom Ludowy.  
Podczas II wojny światowej kościół był otwarty. Po wojnie bezskutecznie próbowano go zamknąć. Po powrocie z zesłania na Syberię w 1954 r., do swojej śmierci w 1961 r. w parafii w Mosarzu pracował ks. Michał Sucharewicz. Do 1988 r. w parafii nie było proboszcza, lecz wierni mimo prześladowań, zbierali się w kościele na modlitwie.  
Od 1988 r. kościołem i parafią opiekował się ks. Władysław Zawalniuk. W 1990 r. proboszczem został ks. Józef Bułka. Podczas jego posługi odnowiono kościół, założono park przed świątynią z rzeźbami Pietą i św. Jana Pawła II, uporządkowano cmentarz, zbudowano stacje drogi krzyżowej, kopię kaplicy Matki Bożej Ostrobramskiej w Wilnie, grotę Matki Bożej z Lourdes i dom parafialny. 
Na obszarze parafii znajdują się dwie kaplice filialne: św. Józefa Rzemieślnika w Sautkach i Wszystkich Świętych i św. Apostołów Piotra i Pawła w Kozłowszczyźnie. 

## Proboszczowie parafii

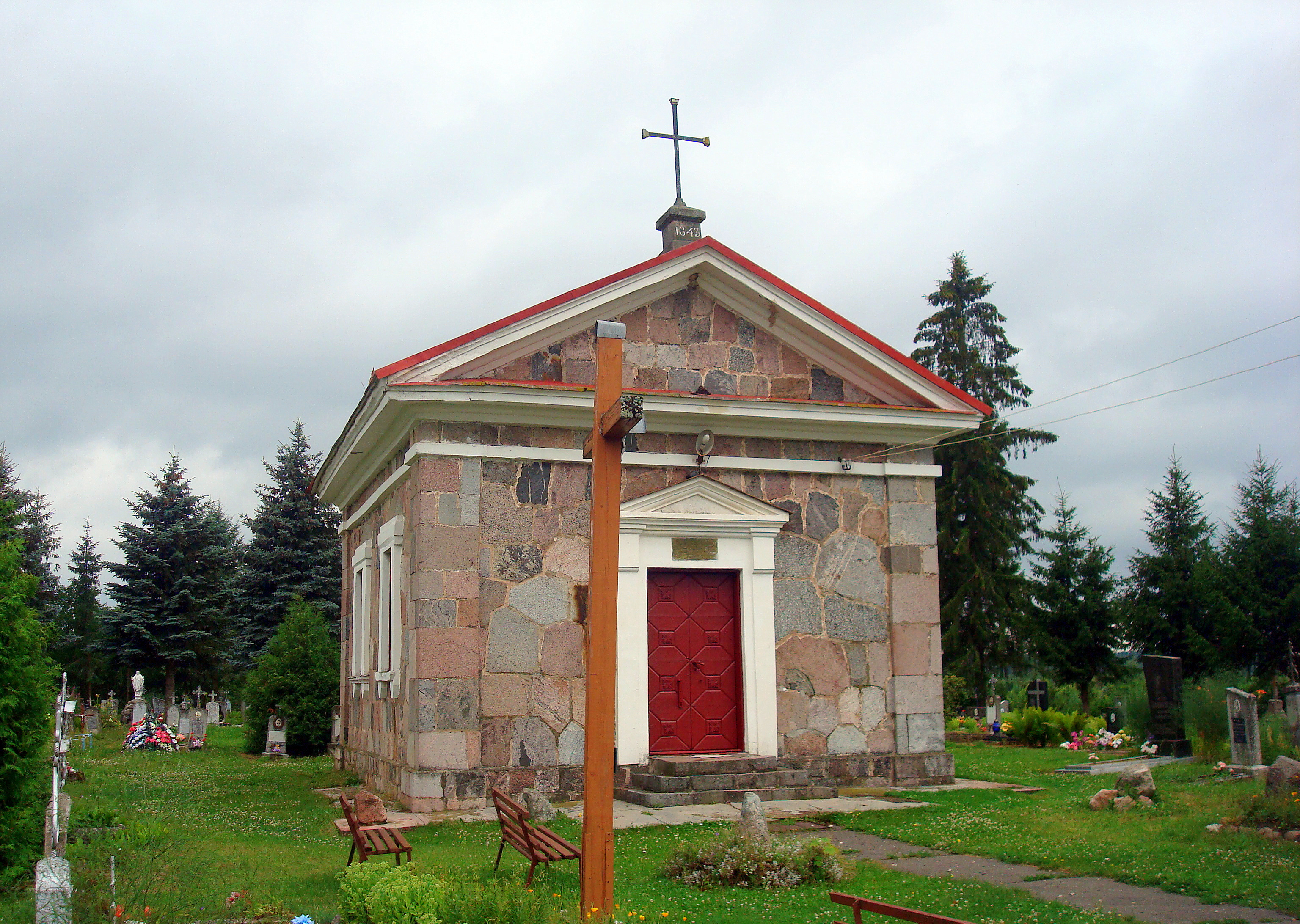
Kaplica cmentarna w Kozłowszczyźnie

| imię i nazwisko                                 | daty urzędowania |
| ----------------------------------------------- | ---------------- |
| ks. Jan Szyryn                                  |                  |
| ks. Bolesław Kulikowski                         | 1886             |
| ks. Stanisław Klim                              | 1927 – 1935      |
| ks. Franciszek Piotrowicz                       | 1930 –           |
| ks. Bolesław Gajmar                             | 1945 – 1946      |
| ks. Ryszard Stagandal (dojeżdżał z Parafianowa) | 1948 – 1954      |
| ks. Michał Sucharewicz                          | 1954 – 1961      |
| ks. Władysław Zawalniuk                         | 1988 – 1990      |
| ks. Józef Bułka                                 | 1990 – 2010      |
| ks. Marat Kozłowski                             |                  |